# Großsteingrab Freerslev Hegn 1
Das Großsteingrab Freerslev Hegn 1 ist eine megalithische Grabanlage der jungsteinzeitlichen Nordgruppe der Trichterbecherkultur im Kirchspiel Nørre Herlev in der dänischen Kommune Hillerød.

## Lage
Das Grab liegt südwestlich von Ullerød in der Mitte des Waldgebiets Freerslev Hegn. In der näheren Umgebung gibt bzw. gab es zahlreiche weitere megalithische Grabanlagen.

## Forschungsgeschichte
1938 wurde das Grab restauriert. Im Jahr 1942 führten Mitarbeiter des Dänischen Nationalmuseums eine Dokumentation der Fundstelle durch.

## Beschreibung
Die Anlage besitzt eine nordwest-südöstlich orientierte rechteckige Hügelschüttung mit einer Länge von mindestens 40 m und einer Breite von 7 m. Von der Umfassung sind jeweils zwölf Steine an den beiden Langseiten erhalten. Am südöstlichen Ende des Hügels befindet sich die Grabkammer, die als Dolmen anzusprechen ist. Sie ist nordwest-südöstlich orientiert und hat eine Länge von 2 m und eine Breite von 1,2 m. Von der Kammer sind nur noch der nordwestliche Abschlussstein und ein Wandstein einer Langseite erhalten.